# Bulaea lichatschovi
Bulaea lichatschovi is een keversoort uit de familie lieveheersbeestjes (Coccinellidae). De wetenschappelijke naam van de soort is voor het eerst geldig gepubliceerd in 1827 door Hummel. De kever komt voor in Zuid- en Oost-Europa, Noord- en Centraal-Afrika, China, Afghanistan en Pakistan. Voedsel bestaat uit bladeren en pollen. Hij is ongeveer 4 tot 6 mm groot.